# Adrian Paul
Pour les articles homonymes, voir Paul.
 (juillet 2019).
Si vous disposez d'ouvrages ou d'articles de référence ou si vous connaissez des sites web de qualité traitant du thème abordé ici, merci de compléter l'article en donnant les références utiles à sa vérifiabilité et en les liant à la section « Notes et références ».
Adrian Paul Hewitt, dit Adrian Paul, est un acteur britannique, né le 29 mai 1959 à Londres, d'une mère italienne et d'un père britannique.

## Biographie
D'abord mannequin, puis danseur et chorégraphe en Europe, il franchit l'Atlantique en 1985. Il décroche son tout premier rôle dans une série d'ABC, Dynastie 2 : Les Colby (1987-1988) : il y joue Kolya, un transfuge russe danseur de ballet.
Adrian Paul acquiert la célébrité avec Highlander, série télévisée dans laquelle il incarne le personnage principal, Duncan MacLeod. En novembre 2000, le magazine People le nomme Sexiest Action Star. Il est principalement doublé en français par le comédien Pierre Dourlens.
L'acteur maîtrise plusieurs langues, dont le français et l'espagnol.

## Filmographie

### Acteur
- 1987 : Dynastie 2 : Les Colby (The Colbys) (feuilleton TV) : Kolya « Nikolai » Rostov
- 1988 : Shooter (en) (TV) : Ian
- 1988 : Crimes de sang (Last Rites) : Tony
- 1988 : La Belle et la Bête (Beauty and the Beast) (série télévisée) : Dmitri Benko
- 1989 : Dance to Win : Billy James
- 1989 : Le Masque de la mort rouge (Masque of the Red Death) : Prospero
- 1990 : War of the Worlds (série télévisée) : John Kincaid
- 1991 : La Malédiction de Collinwood (Dark Shadows) (série télévisée) : Jeremiah Collins
- 1991 : The Owl (TV) : The Owl
- 1992 : Arabesque (Murder, She Wrote) (série télévisée) : Edward Hale
- 1992 : Tarzan (série télévisée) : Jack Traverse
- 1992-1998 : Highlander (série télévisée) : Duncan MacLeod
- 1992 : Love Potion (Love Potion No. 9) : Enrico Pazzoli
- 1993 : The Cover Girl Murders (TV) : Patrice (photographe)
- 1997 : Dead Men Can't Dance : Shooter
- 1998 : Susan a un plan (Susan's Plan) : Paul Holland
- 1999 : Merlin: The Return : Lancelot
- 1999 : Convergence : Brady Traub / Young Brady
- 2000 : Highlander: Endgame : Duncan MacLeod
- 2001 : The Breed : Aaron Gray
- 2001 : Trou noir (The Void) (vidéo) : Prof. Steven Price
- 2001 : Sydney Fox, l'aventurière (Relic Hunter) (série télévisée) : Lucas Blackmer
- 2002 : Orage virtuel (Storm Watch) (TV) : Neville
- 2002 : Tracker (série télévisée) : Cole
- 2003 : Charmed (série télévisée) : Jeric (saison 5, épisode 10)
- 2003 : Nemesis Game : Vern
- 2003 : Alien Tracker (vidéo) : Cole
- 2004 : Haute tension à Moscou (Moscow Heat) : Andrew Chambers
- 2005 : USS Poséidon (Tides of War) (TV) : Commander Frank Habley
- 2005 : Parking sans issue (Throttle) : Gavin Matheson
- 2005 : Little Chicago : Frank Newcome
- 2006 : Séance : Spence
- 2007 : Highlander : Le Gardien de l'immortalité : Duncan MacLeod
- 2007 : Wraiths of Roanoke (TV) : Ananias Dare
- 2009 : Le Voyage fantastique du capitaine Drake (The Immortal Voyage of Captain Drake) (TV) de David Flores et Rafael Jordan : Sir Francis Drake
- 2009 : Eyeborgs : Gunner
- 2009 : Deauville : Brad
- 2010 : Cold Fusion : Colonel Robert Unger
- 2013 : Yétis : Terreur en montagne (Deadly Descent) (TV) : Mark Foster)
- 2013 : L'Héritage de Katie (The Confession) (TV) : Dylan Bennett
- 2013 : AE: Apocalypse Earth : Lieutenant Franck Baum
- 2014 : Outpost 37 : L'Ultime Espoir : Général Dane (voix)
- 2015 : Strike Back : Un officier suisse (saison 5, épisode 9)
- 2015 : Stormageddon : Brian McTeague
- 2019 : Arrow : Dante (Saison 7 épisodes 14 et 17)
- 2022 : S.W.A.T. : Peter Galloway (Saison 5 épisode 19)

### Réalisateur
- 1995 : Highlander : Retour aux sources
- 1995 : Highlander : Le Cadeau de Mathusalem
- 1996 : Highlander : Le Retour de l'Apocalypse
- 1996 : Highlander : Byron, l'Ange Noir